# Paul Sarbanes

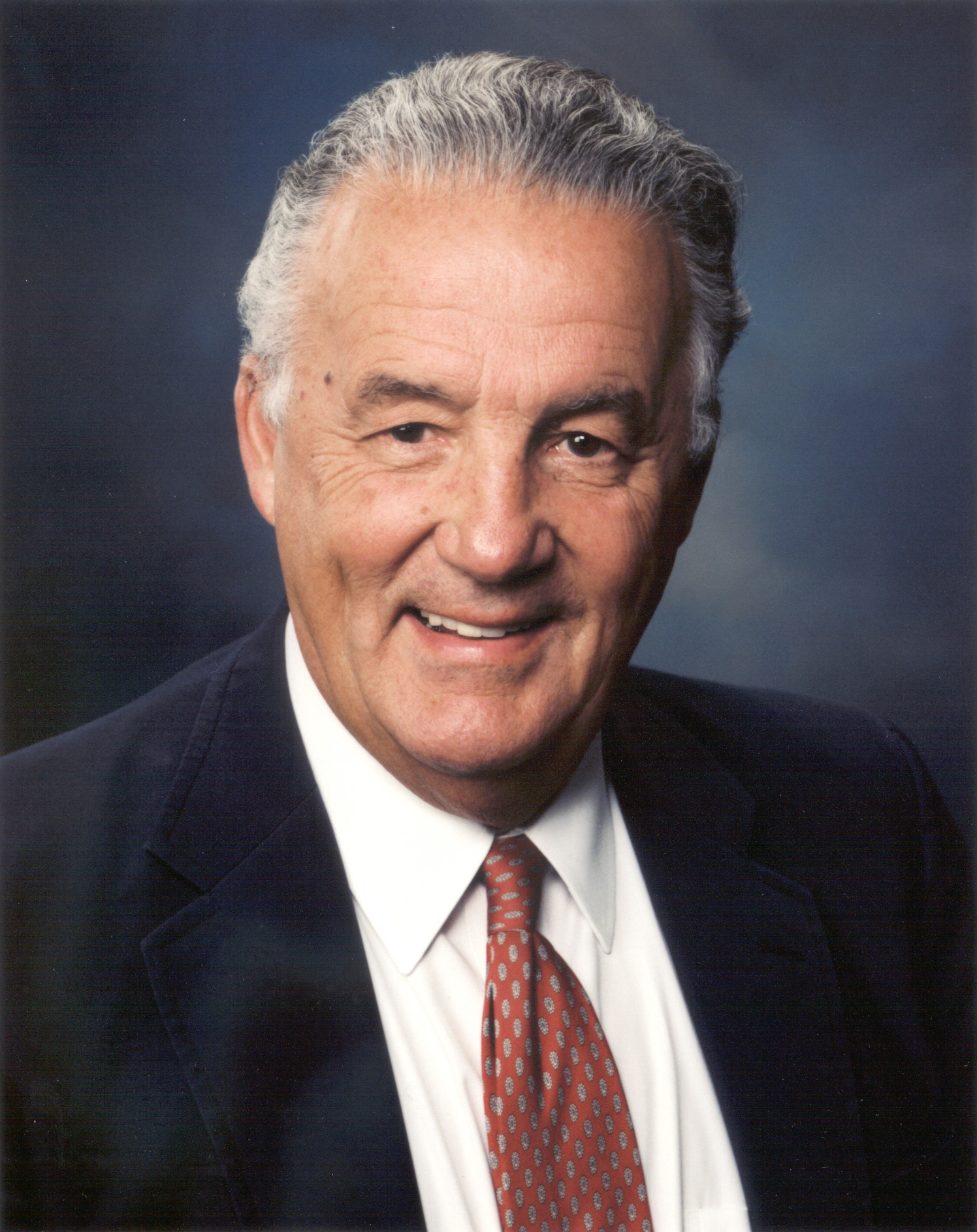
Paul Sarbanes

Paul Spyros Sarbanes (* 3. Februar 1933 in Salisbury, Maryland; † 6. Dezember 2020 in Baltimore, Maryland) war ein US-amerikanischer Politiker der Demokratischen Partei. Er war von 1977 bis 2007 US-Senator für Maryland; zuvor hatte er ab 1971 dem US-Repräsentantenhaus angehört.
Der Sohn griechischer Einwanderer war derjenige Senator mit der längsten Amtszeit, die jemals für den Bundesstaat Maryland geleistet wurde; zur Wiederwahl 2006 trat er nicht mehr an. 2004 wurde er in die American Academy of Arts and Sciences aufgenommen.
Charakteristisch für Sarbanes war seine zurückhaltende Politik, die meist die breite Öffentlichkeit scheute. Nach ihm ist der Sarbanes-Oxley Act benannt, der nach den Bilanzskandalen in den USA das Vertrauen in die Wirtschaft wiederherstellen sollte. Begonnen hatte seine politische Laufbahn 1967 mit dem Einzug ins Abgeordnetenhaus von Maryland, wo er bis 1971 verblieb.
Sarbanes' Sohn John ist ebenfalls als Politiker tätig und vertritt seit 2007 Maryland als Abgeordneter im US-Repräsentantenhaus.